# Panodoro di Alessandria
Panodoro di Alessandria (fl. V secolo) è stato un monaco, storico e scrittore egiziano bizantino che visse intorno all'anno 400.

## Biografia
Introdusse un calcolo dell'era mondiale, che datò 5.904 anni da Adamo (in greco "από κτίσεως κόσμου", "apo ktiseos kosmou" o "έτος κόσμου", "aetos kosmou", cioè "dalla creazione del mondo" o "Anno Mundi" ) fino al 412 dell'era volgare, circa il periodo in cui visse. Questa era di solito viene definita di antiochia, a volte era alessandrina. Anche il suo nuovo anno venne trasferito al 1º settembre, nel qual caso gli ultimi otto mesi del suo anno 5493 a.C. sono gli otto mesi precedenti dell'anno uno della nostra cronologia. Più importante di questo è l'era mondiale bizantina, che è stata a lungo lo standard di calcolo nell'impero orientale, in Russia, tra albanesi, serbi e greci moderni. Conta sedici anni in più rispetto all'era antiochiana, sebbene allo stesso modo inizi l'anno con il 1º settembre. Il suo anno 5509 iniziò con il 1º settembre dell'anno precedente alla nascita di Cristo. Questo calendario era in uso in Russia fino al 1700, ma da dove provenga sembra non essere noto. Nel X secolo, questo sistema di datazione (il cui inizio era fissato al 5509 a.C.) divenne standard nell'Impero bizantino e, quindi, nei paesi ortodossi dell'Europa orientale. Ma poiché tali sistemi temporali di Anno Mundi divennero molto popolari, crearono un enorme problema: la febbre della fine del mondo, causata da un minaccioso Settimo Giorno che equivaleva alla fine del periodo di 6000 anni e corrispondeva a una data 500 anni dopo la nascita di Cristo. In quel periodo sorsero così tanti milleniaristi, che enfatizzavano i movimenti religiosi. Nel 1492, Sir Thomas Browne sostenne anche la convinzione che il mondo fu creato nel 5509 a.C. e che la sua vita ordinata fosse di 7000 anni. 